# Каунт Файв
Каунт Файв (на английски: Count Five) е американска геридж рок група, произхождаща от Сан Хосе, щата Калифорния. Техният най-масов хит е сингълът от Топ 10, наречен Psychotic Reaction.

## История
Основите на групата са положени през 1964 г. от Джон Микалски – Маус (р. 1948 г. в Кливланд, щата Охайо -- първа китара) и Рой Чейни (р. 1948 г. в Индианаполис, щата Индиана -- бас китара), като двамата се познават от гимназията и имат малък опит в бързо разпаднали се групи. След като за кратко се наричат Скуайърс и променят състава, на полезрението излизат Каунт Файв. Джон Бърн – Шон (1947 – 2008, р. в Дъблин, Ирландия) взема бас китара и главни вокали, Кен Елнър е на тамбурина и хармоника и поема част от вокалите, а барабанист е Крейг Аткинсън – Буч (1947 – 1998 г., роден в Сан Хосе, Калифорния). Каунт Файв са обект на внимание поради навика си да се обличат в перелини а ла граф Дракула, когато излизат на сцена.
Psychotic Reaction е призната за част от наследството на геридж рока, и е съчинена от Бърн. Групата я прецизира и тя влиза в прожекторите на концертните им участия. Песента е повлияна от стила на съвременници като Стендълс и Ярдбърдс. Тя среща откази от няколко компании, след което подписва с Дабъл Шот Рекърдс, базиран в Лос Анджелис. Psychotic Reaction е издадена като сингъл, достигайки №5 в американските класации в края на 1966 г. Групата изпитва частичен успех за известно време и вниманието към нея се размива, както се случва и с техния единствен хит. Друга причина за фиаското е решението на всичките пет члена (всички на възраст между 17 и 19 години) да предприемат стъпки в посока към колежанско образование.
Каунт Файв се обединяват още веднъж, когато свирят на концерт през 1987 г. в клуб в Санта Клара, Калифорния, наречен Уан Степ Бийонд. Тази проява е издадена като Psychotic Reunion LIVE!.
Песента Psychotic Reaction е използвана в музикален автомат в ранна сцена от Алис в градовете на Вим Вендерс (1974 г.)
Крейг Аткинсън умира на 13 октомври 1998 г., а Джон Бърн – Шон умира на 15 декември 2008 г. на 61 години, от цироза на черния дроб.
Рон Чейни събира нова банда през 90-те, наречена Каунт (с Бърн и барабаниста Роко Астрела, който свири в последната версия на оригиналната група). Каунт издава първото си CD, Can't Sleep, през 2002 г. През 2006 г., Каунт Файв е сред първите групи, които са почетени с място в Залата на славата на рока в Сан Хосе.